# A Ferencvárosi TC 1952-es szezonja
A Ferencvárosi TC 1952-es szezonja szócikk a Ferencvárosi TC első számú férfi labdarúgócsapatának egy szezonjáról szól, mely összességében és sorozatban is az 50. idénye volt a csapatnak a magyar első osztályban. A klub fennállásának ekkor volt az 53. évfordulója. Ebben a szezonban is Bp. Kinizsi néven szerepeltek.

## Mérkőzések
| Színmagyarázat | Színmagyarázat |
| -------------- | -------------- |
|                | Győzelem.      |
|                | Döntetlen.     |
|                | Vereség.       |

### NB 1 1952

#### Tavaszi fordulók
| 1. forduló 1952. február 24. |

| Dorogi Bányász                                   | 5 – 0               | Bp. Kinizsi |
| ------------------------------------------------ | ------------------- | ----------- |
| Pozsonyi 16' Varga 22' 54' Pálmai 25' Kántor 63' | (3 – 0) Jegyzőkönyv |             |

| Bányász stadion, Dorog Nézőszám: 6 000 Játékvezető: Dorogi Andor (magyar) |

| 2. forduló 1952. március 2. |

| Bp. Kinizsi                                    | 4 – 0               | Diósgyőri Vasas |
| ---------------------------------------------- | ------------------- | --------------- |
| Kispéter 15' Kéri 43' Horváth 59' Mészáros 81' | (1 – 0) Jegyzőkönyv | Salamon 72′     |

| Üllői út, Budapest Nézőszám: 28 000 Játékvezető: Szigeti György (magyar) |

| 3. forduló 1952. március 9. |

| Bp. Kinizsi            | 2 – 1               | Budapesti Postás     |
| ---------------------- | ------------------- | -------------------- |
| Mészáros 35' Koczó 75' | (1 – 0) Jegyzőkönyv | Szabó 60' Bihari 77′ |

| Üllői út, Budapest Nézőszám: 15 000 Játékvezető: Balla Károly (magyar) |

| 4. forduló 1952. március 16. |

| Salgótarjáni BTC | 0 – 1               | Bp. Kinizsi |
| ---------------- | ------------------- | ----------- |
|                  | (0 – 1) Jegyzőkönyv | Koczó 30'   |

| Salgótarján Nézőszám: 4 000 Játékvezető: Molnár István (magyar) |

| 5. forduló 1952. március 23. |

| Bp. Kinizsi                 | 3 – 0               | Szombathelyi Lokomotív |
| --------------------------- | ------------------- | ---------------------- |
| Mészáros 6' Horváth 12' 76' | (2 – 0) Jegyzőkönyv |                        |

| Üllői út, Budapest Nézőszám: 25 000 Játékvezető: Pósa János (magyar) |

| 6. forduló 1952. március 30. |

| Budapesti Honvéd       | 2 – 0               | Bp. Kinizsi |
| ---------------------- | ------------------- | ----------- |
| Budai I 60' Puskás 68' | (0 – 0) Jegyzőkönyv |             |

| Budapest Nézőszám: 22 000 Játékvezető: Révész László (magyar) |

| 7. forduló 1952. április 5. |

| Bp. Kinizsi | 0 – 0               | Vasas         |
| ----------- | ------------------- | ------------- |
|             | (0 – 0) Jegyzőkönyv | Illovszky 47′ |

| Üllői út, Budapest Nézőszám: 30 000 Játékvezető: Dankó György (magyar) |

| 8. forduló 1952. április 13. |

| Szegedi Honvéd | 1 – 1               | Bp. Kinizsi |
| -------------- | ------------------- | ----------- |
| Csáki 17'      | (1 – 0) Jegyzőkönyv | Horváth 53' |

| Szeged Nézőszám: 11 000 Játékvezető: Bokor István (magyar) |

| 9. forduló 1952. szeptember 21. |

| Bp. Kinizsi | 1 – 0               | Pécsi Lokomotív |
| ----------- | ------------------- | --------------- |
| Bircsák 33' | (1 – 0) Jegyzőkönyv |                 |

| Üllői út, Budapest Nézőszám: 22 000 Játékvezető: Sipos Szilárd (magyar) |

- Elhalasztott találkozó.

| 10. forduló 1952. április 20. |

| Bp. Kinizsi                  | 3 – 3               | Bp. Dózsa               |
| ---------------------------- | ------------------- | ----------------------- |
| Csoknyai 10' 18' Bircsák 15' | (3 – 2) Jegyzőkönyv | Szusza 5' 87' Virág 44' |

| Üllői út, Budapest Nézőszám: 37 000 Játékvezető: Zsolt István (magyar) |

| 11. forduló 1952. április 27. |

| Bp. Bástya                                    | 4 – 0               | Bp. Kinizsi |
| --------------------------------------------- | ------------------- | ----------- |
| Hidegkuti 38' Palotás 56' 79' Kis Szolnok 58' | (1 – 0) Jegyzőkönyv |             |

| Megyeri út, Budapest Nézőszám: 37 000 Játékvezető: Molnár István (magyar) |

| 12. forduló 1952. május 4. |

| Bp. Kinizsi               | 3 – 1               | Csepeli Vasas |
| ------------------------- | ------------------- | ------------- |
| Hári 10' 85' Csoknyai 25' | (2 – 0) Jegyzőkönyv | Béres 74'     |

| Üllői út, Budapest Nézőszám: 20 000 Játékvezető: Dorogi Andor (magyar) |

#### Őszi fordulók
| 13. forduló 1952. augusztus 24. |

| Győri Vasas               | 3 – 0               | Bp. Kinizsi |
| ------------------------- | ------------------- | ----------- |
| Kárpáti 16' 56' Pálfy 74' | (1 – 0) Jegyzőkönyv |             |

| Győr Nézőszám: 8 000 Játékvezető: Pósa János (magyar) |

| 14. forduló 1952. augusztus 30. |

| Vasas       | 0 – 0               | Bp. Kinizsi |
| ----------- | ------------------- | ----------- |
| Csordás 79′ | (0 – 0) Jegyzőkönyv |             |

| Népliget, Budapest Nézőszám: 22 000 Játékvezető: Gaál Gábor (magyar) |

| 15. forduló 1952. szeptember 7. |

| Bp. Kinizsi | 1 – 9               | Budapesti Honvéd                                                   |
| ----------- | ------------------- | ------------------------------------------------------------------ |
| Pataki 89'  | (0 – 4) Jegyzőkönyv | Budai II 16' 44' Kocsis 18' 49' 81' Puskás 41' 46' 86' Budai I 57' |

| Üllői út, Budapest Nézőszám: 38 000 Játékvezető: Kristóf Tibor (magyar) |

| 16. forduló 1952. szeptember 14. |

| Szombathelyi Lokomotív | 1 – 1               | Bp. Kinizsi               |
| ---------------------- | ------------------- | ------------------------- |
| Kolesánszky 86'        | (0 – 1) Jegyzőkönyv | Mészáros 33' Kispéter 83′ |

| Rohonci úti stadion, Szombathely Nézőszám: 5 000 Játékvezető: Bokor István (magyar) |

| 17. forduló 1952. szeptember 28. |

| Bp. Kinizsi | 0 – 2               | Salgótarjáni BTC      |
| ----------- | ------------------- | --------------------- |
|             | (0 – 0) Jegyzőkönyv | Bablena 79' Opova 87' |

| Üllői út, Budapest Nézőszám: 30 000 Játékvezető: Pósa János (magyar) |

| 18. forduló 1952. október 5. |

| Bp. Kinizsi                          | 4 – 2               | Budapesti Postás       |
| ------------------------------------ | ------------------- | ---------------------- |
| Pataki 3' 33' Asbóth 47' Horváth 70' | (2 – 1) Jegyzőkönyv | Raduly 20' Ulicska 85' |

| Üllői út, Budapest Nézőszám: 8 000 Játékvezető: Hernádi Vilmos (magyar) |

| 19. forduló 1952. október 12. |

| Diósgyőri Vasas             | 3 – 0               | Bp. Kinizsi |
| --------------------------- | ------------------- | ----------- |
| Csorba 7' Dobó 33' Nagy 85' | (2 – 0) Jegyzőkönyv |             |

| DVTK-stadion, Miskolc Nézőszám: 6 000 Játékvezető: Dankó György (magyar) |

| 20. forduló 1952. október 26. |

| Bp. Kinizsi | 0 – 1               | Dorogi Bányász |
| ----------- | ------------------- | -------------- |
| Koczó 88′   | (0 – 1) Jegyzőkönyv | Molnár 43'     |

| Üllői út, Budapest Nézőszám: 25 000 Játékvezető: Zsolt István (magyar) |

| 21. forduló 1952. november 2. |

| Csepeli Vasas                     | 5 – 1               | Bp. Kinizsi |
| --------------------------------- | ------------------- | ----------- |
| Lovász 40' 71' Czibor 49' 76' 87' | (1 – 0) Jegyzőkönyv | Koczó 52'   |

| Béke téri stadion, Budapest Nézőszám: 7 000 Játékvezető: Rigó Lajos (magyar) |

| 22. forduló 1952. november 8. |

| Bp. Kinizsi  | 0 – 4               | Győri Vasas                              |
| ------------ | ------------------- | ---------------------------------------- |
| Kispéter 42′ | (0 – 1) Jegyzőkönyv | Fehérvári 15' Dombos 82' Kertesi 84' 86' |

| Üllői út, Budapest Nézőszám: 8 500 Játékvezető: Foór György (magyar) |

| 23. forduló 1952. november 16. |

| Pécsi Lokomotív | 0 – 2               | Bp. Kinizsi                    |
| --------------- | ------------------- | ------------------------------ |
|                 | (0 – 1) Jegyzőkönyv | Csoknyai 3' Kovács 76' (öngól) |

| Pécs Nézőszám: 6 000 Játékvezető: Pósa János (magyar) |

| 24. forduló 1952. november 23. |

| Bp. Kinizsi | 0 – 5               | Bp. Bástya                          |
| ----------- | ------------------- | ----------------------------------- |
| Dalnoki 35′ | (0 – 3) Jegyzőkönyv | Molnár 9' 34' 65' Hidegkuti 10' 46' |

| Üllői út, Budapest Nézőszám: 20 000 Játékvezető: Szigeti György (magyar) |

| 25. forduló 1952. november 30. |

| Bp. Dózsa | 1 – 0               | Bp. Kinizsi |
| --------- | ------------------- | ----------- |
| Samus 35' | (1 – 0) Jegyzőkönyv |             |

| Megyeri út, Budapest Nézőszám: 15 000 Játékvezető: Dankó György (magyar) |

| 26. forduló 1952. december 7. |

| Bp. Kinizsi | 0 – 1               | Szegedi Honvéd  |
| ----------- | ------------------- | --------------- |
|             | (0 – 0) Jegyzőkönyv | Rózsavölgyi 87' |

| Üllői út, Budapest Nézőszám: 18 000 Játékvezető: Balla Károly (magyar) |

#### Végeredmény
| #  | Csapat                 | J  | Gy | D | V  | Rg | Kg | Gk  | P  | Megjegyzés          |
| -- | ---------------------- | -- | -- | - | -- | -- | -- | --- | -- | ------------------- |
| 1  | Bp. Honvéd             | 26 | 21 | 5 | 0  | 88 | 21 | +67 | 47 | Bajnok              |
| 2  | Bp. Bástya             | 26 | 20 | 5 | 1  | 96 | 33 | +63 | 45 |                     |
| 3  | Bp. Dózsa              | 26 | 14 | 8 | 4  | 67 | 43 | +24 | 36 |                     |
| 4  | Vasas SC               | 26 | 13 | 7 | 6  | 54 | 40 | +14 | 33 |                     |
| 5  | Csepel SC              | 26 | 11 | 3 | 12 | 52 | 53 | -1  | 25 |                     |
| 6  | Győri Vasas            | 26 | 9  | 5 | 12 | 51 | 57 | -6  | 23 |                     |
| 7  | Szombathelyi Lokomotív | 26 | 8  | 7 | 11 | 34 | 48 | -14 | 23 |                     |
| 8  | Dorogi Bányász         | 26 | 8  | 5 | 13 | 39 | 44 | -5  | 21 |                     |
| 9  | Bp. Kinizsi            | 26 | 8  | 5 | 13 | 27 | 54 | -27 | 21 |                     |
| 10 | Salgótarjáni BTC       | 26 | 8  | 4 | 14 | 44 | 59 | -15 | 20 |                     |
| 11 | Szegedi Honvéd         | 26 | 7  | 5 | 14 | 37 | 52 | -15 | 19 |                     |
| 12 | Budapesti Postás       | 26 | 7  | 5 | 14 | 34 | 55 | -21 | 19 |                     |
| 13 | Diósgyőri VTK          | 26 | 6  | 4 | 16 | 31 | 64 | -33 | 16 | Kiestek az NB II-be |
| 14 | Pécsi Lokomotív        | 26 | 4  | 8 | 14 | 24 | 55 | -31 | 16 | Kiestek az NB II-be |

#### Eredmények összesítése
Az alábbi táblázatban összesítve szerepelnek a Bp. Kinizsi 1952-es bajnokságban elért eredményei.
| Ősz/tavasz (forduló)   | Otthon | Otthon | Otthon | Otthon | Otthon | Otthon | Otthon | Idegenben | Idegenben | Idegenben | Idegenben | Idegenben | Idegenben | Idegenben |
| Ősz/tavasz (forduló)   | M      | GY     | D      | V      | LG–KG  | GK     | P      | M         | GY        | D         | V         | LG–KG     | GK        | P         |
| ---------------------- | ------ | ------ | ------ | ------ | ------ | ------ | ------ | --------- | --------- | --------- | --------- | --------- | --------- | --------- |
| Tavaszi szezon (1–12.) | 7      | 5      | 2      | 0      | 16–5   | +11    | 12     | 5         | 1         | 1         | 3         | 2–12      | –10       | 3         |
| Őszi szezon (13–26.)   | 7      | 1      | 0      | 6      | 5–24   | –19    | 2      | 7         | 1         | 2         | 4         | 4–13      | –9        | 4         |
| Összesen (1–26.)       | 14     | 6      | 2      | 6      | 21–29  | –8     | 14     | 12        | 2         | 3         | 7         | 6–25      | –19       | 7         |

### Egyéb mérkőzések
| 1952. június 2. |

| Vasas | 0 – 1 | Bp. Kinizsi |
| ----- | ----- | ----------- |
|       |       | Csoknyai    |

| Budapest |

| 1952. július 2. |

| XI. kerület válogatott | 2 – 5 | Bp. Kinizsi            |
| ---------------------- | ----- | ---------------------- |
|                        |       | Mészáros Hári Csoknyai |

| Budapest |

## Külső hivatkozások
- A csapat hivatalos honlapja (magyarul)
- Az 1952-es szezon menetrendje a tempofradi.hu-n (magyarul)